# Géographie de Batna
Pour un article plus général, voir Batna.

## Géographie physique

### Le réseau hydrographique
La ville est traversée par trois importants oueds

### La couverture forestière
La commune de Batna partage avec la commune de Oued El Ma le parc national de Belezma de 26 250,00 ha de forêt.

## Géographie humaine
les hauts plateaux en géneral comptent 12 secteurs qui se différencient par leurs territoires et leurs populations, en 1987, 1998 et 2010 d'après la direction de la planification et de l'aménagement du territoire des wilayas des hauts plateaux, le secteur le plus peuplé de la ville est Bouakal avec une densité de 226,33 (la dynamique de 1998 par rapport à l'année 1987 est de 121,28 %, et de 2010 par rapport à 1998 est de 113,02 %. et celle de 2010 par rapport à l'année 1987 est de 139,06 %), a Bouakal 73,8 % des habitants ont plus de 30 ans. les secteurs les moins peuplés de la ville sont la zone militaire et la zone industrielle avec une densité de 0, les deux secteurs n'ont pas une population fixe. Quant au centre-ville la dynamique a baissé entre 1987 et 1998 (51,85 %) ensuite elle a repris son cours normal.
Le mode de regroupement des habitants dans ces quartiers se fait souvent selon  un réseau de relations parentales et arch afin de leur assurer sécurité, responsabilité et solidarité. L’image du quartier elle-même est profondément marquée par cette forte homogénéité tribale. Elle s’exprime par l’identification des rues aux tribus dominantes par exemple la rue des Sharis (venus du Sahara), rue des batna (venus de Barika et de sétif)

## Géographie

### Situation
La vil se situe dans le nord est de l’Algérie dans le centre de la wilaya du même nom, dans la daïra de Batna dans la région des Aurès.

### Topographie
les hauts plateaux sont  situées dans une cuvette entourée de montagnes. Son altitude varie entre 900 m et 1 036 m. Les points les plus hauts de la commune se trouvent dans le parc national de Belezma situés à 7 km environ au Nord-Ouest de la ville de Batna, le mont Tichaou de 2 136 m de hauteur et le mont Refaâ de 2 178 m de hauteur, le mont Touggurt de 2 090 m Boumerzoug 1 779 m et le mont Kasserou 1 614 m qui correspondent à un chaînon montagneux marquant le début du massif des Aurès.

### Climat

#### Relevé météo
Le Climat des hauts plateaux est de type semi-aride, avec quatre saisons bien distinctes. Les températures moyennes varient de 4 °C en janvier à 35 °C en juillet. En hiver, la température descend en dessous de zéro la nuit, avec de fréquentes gelées. En été, la température peut atteindre les 45 °C à l’ombre. Le total annuel des précipitations est de 210 mm, le taux moyen d'humidité est de 97 %, la neige ne fait son apparition que pendant quelques jours et surtout au mois de mars.
| Mois                              | jan. | fév. | mars | avril | mai | juin | jui. | août | sep. | oct. | nov. | déc. | année |
| --------------------------------- | ---- | ---- | ---- | ----- | --- | ---- | ---- | ---- | ---- | ---- | ---- | ---- | ----- |
| Température minimale moyenne (°C) | 2    | 3    | 4    | 7     | 12  | 17   | 20   | 20   | 16   | 11   | 6    | 3    | 10    |
| Température moyenne (°C)          | 5    | 6    | 8    | 12    | 17  | 22   | 26   | 25   | 21   | 15   | 10   | 6    | 15    |
| Température maximale moyenne (°C) | 8    | 10   | 12   | 16    | 21  | 27   | 32   | 31   | 26   | 20   | 13   | 10   | 19    |
| Record de froid (°C)              | −7   | −11  | −6   | −2    | −1  | 6    | 8    | 10   | 6    | 0    | −3   | −7   | −11   |
| Record de chaleur (°C)            | 22   | 22   | 25   | 30    | 36  | 37   | 40   | 38   | 38   | 32   | 27   | 30   | 40    |
| Précipitations (mm)               | 40   | 20   | 30   | 40    | 60  | 20   | 10   | 20   | 50   | 25   | 35   | 40   | 390   |

| Diagramme climatique                                  |       |       |       |        |        |        |      |        |        |       |       |
| J                                                     | F     | M     | A     | M      | J      | J      | A    | S      | O      | N     | D     |
| 8240                                                  | 10320 | 12430 | 16740 | 211260 | 271720 | 322010 | 3120 | 261650 | 201125 | 13635 | 10340 |
| Moyennes : • Temp. maxi et mini °C • Précipitation mm |       |       |       |        |        |        |      |        |        |       |       |

#### Données climatologiques de 1853
| 1853 - Mois         | Nombre des observat. | Moyenne des températures en °C | Moyenne des températures en °C | Moyenne des températures en °C | Maximum du mois en °C | Minimum du mois en °C |
| 1853 - Mois         | Nombre des observat. | 8h (Matin)                     | 12h (Midi)                     | 3h (Soire)                     | Maximum du mois en °C | Minimum du mois en °C |
| ------------------- | -------------------- | ------------------------------ | ------------------------------ | ------------------------------ | --------------------- | --------------------- |
| Janvier             | 31                   | 3,71                           | 8,60                           | 8,76                           | 12                    | 0                     |
| Février             | 28                   | 2,95                           | 7,86                           | 7,62                           | 14                    | 1                     |
| Mars                | 31                   | 3,00                           | 10,43                          | 10,65                          | 15                    | 0                     |
| Avril               | 30                   | 9,33                           | 15,83                          | 13,77                          | 22                    | 4                     |
| Mai                 | 31                   | 13,87                          | 20,20                          | 21,30                          | 30                    | 6                     |
| Juin                | 15                   | 15,60                          | 23,26                          | 24,20                          | 29                    | 13                    |
| Juillet             | 31                   | 23,68                          | 30,70                          | 33,33                          | 37,30                 | 18                    |
| Août                | 31                   | 24,42                          | 29,61                          | 32,40                          | 36                    | 21                    |
| Septembre           | 30                   | 19,38                          | 21,10                          | 25,48                          | 33                    | 13                    |
| Octobre             | 31                   | 14,81                          | 19,23                          | 19,71                          | 23                    | 9                     |
| Novembre            | 30                   | 8,23                           | 12,73                          | 13,42                          | 20                    | 2                     |
| Décembre            | 31                   | 5,52                           | 8,92                           | 8,95                           | 14                    | 3                     |
| Année               | 330                  | —                              | —                              | —                              | 37,30                 | 0                     |
| moyennes de l’année | —                    | 11,95                          | 17,45                          | 18,29                          | —                     | —                     |

### Séismes et risque sismique a Batna
Le territoire national algérien est divisé en cinq zones de sismicité croissante, Batna se trouve dans la zone I (sismicité faible)

### Faune et flore

#### Faune
Dans le parc national de Belezma 20 % des espèces animales sont protégées, 18 espèces de mammifère, dont 9 sont protégées, il y a beaucoup de sanglier le lynx caracal, le mangouste, la genette, la belette, le porc-épic, la hyène rayée et le chat sauvage
l’avifaune est représentée par 106 espèces dont 35 sont protégées par la législation algérienne.
On y trouve deux espèces de reptiles protégées en Algérie : le caméléon commun et la tortue grecque.

#### Flore
Le Parc national de Belezma possède une couverture forestière de Cèdre de l'Atlas, de Houx et de chêne vert, de genévrier rouge, de frêne épineux et la présence importante des Pins d'Alep. On trouve aussi 447 espèces végétales dont 9 espèces sont endémiques, 18 espèces protégées, 14 espèces assez rares, 21 espèces rarissimes, 19 espèces rares et 29 espèces fongiques.
Batna possède un patrimoine très riche en plantes médicinales, qui comprennent 101 espèces appartenant à 53 familles différentes, des plantes comme le romarin, l’armoise blanche, le marrube blanc, la globulaire, le thym, l’armoise champêtre est autres, la plupart qui sont récoltées directement dans la nature.

### Secteurs
La  superficie de la ville de Batna est de 3 370,9 ha ce devise en 12 secteurs :
- Le centre-ville, sa superficie est de 225,52 ha (le code du secteur est 5001)
- Quartiers Anciens, sa superficie est de 112,26 ha (le code du secteur est 5002)
- Bouakel, sa superficie est de 223,33 ha (le code du secteur est 5003)
- Kechida, sa superficie est de 349,19 ha (le code du secteur est 5004)
- Parc à fourrage, sa superficie est de 437,4 ha (le code du secteur est 5005)
- Bouzourane, sa superficie est de 239,83 ha (le code du secteur est 5006)
- Chouhada, sa superficie est de 142,88 ha (le code du secteur est 5007)
- Route de Tazoul, sa superficie est de 282,85 ha (le code du secteur est 5008)
- ZU1, sa superficie est de 330,77 ha (le code du secteur est 5009)
- ZU2, sa superficie est de 445,42 ha (le code du secteur est 5010)
- Zone industrielle, sa superficie est de 458,51 ha (le code du secteur est 5011)
- Zone militaire, sa superficie est de 156,01 ha (le code du secteur est 5012)